# Zákupský zámecký park

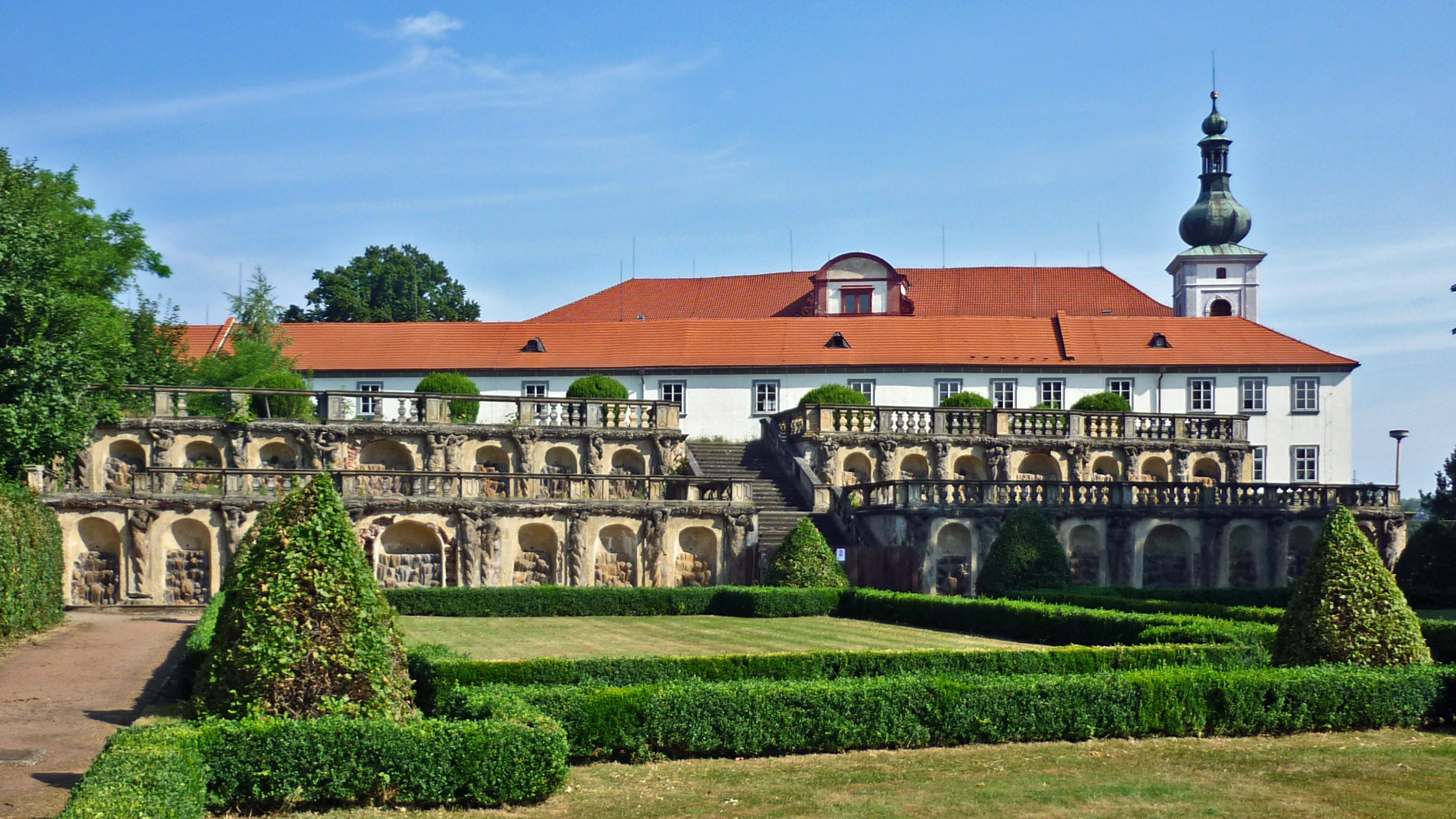
Francouzský park s balustrádami

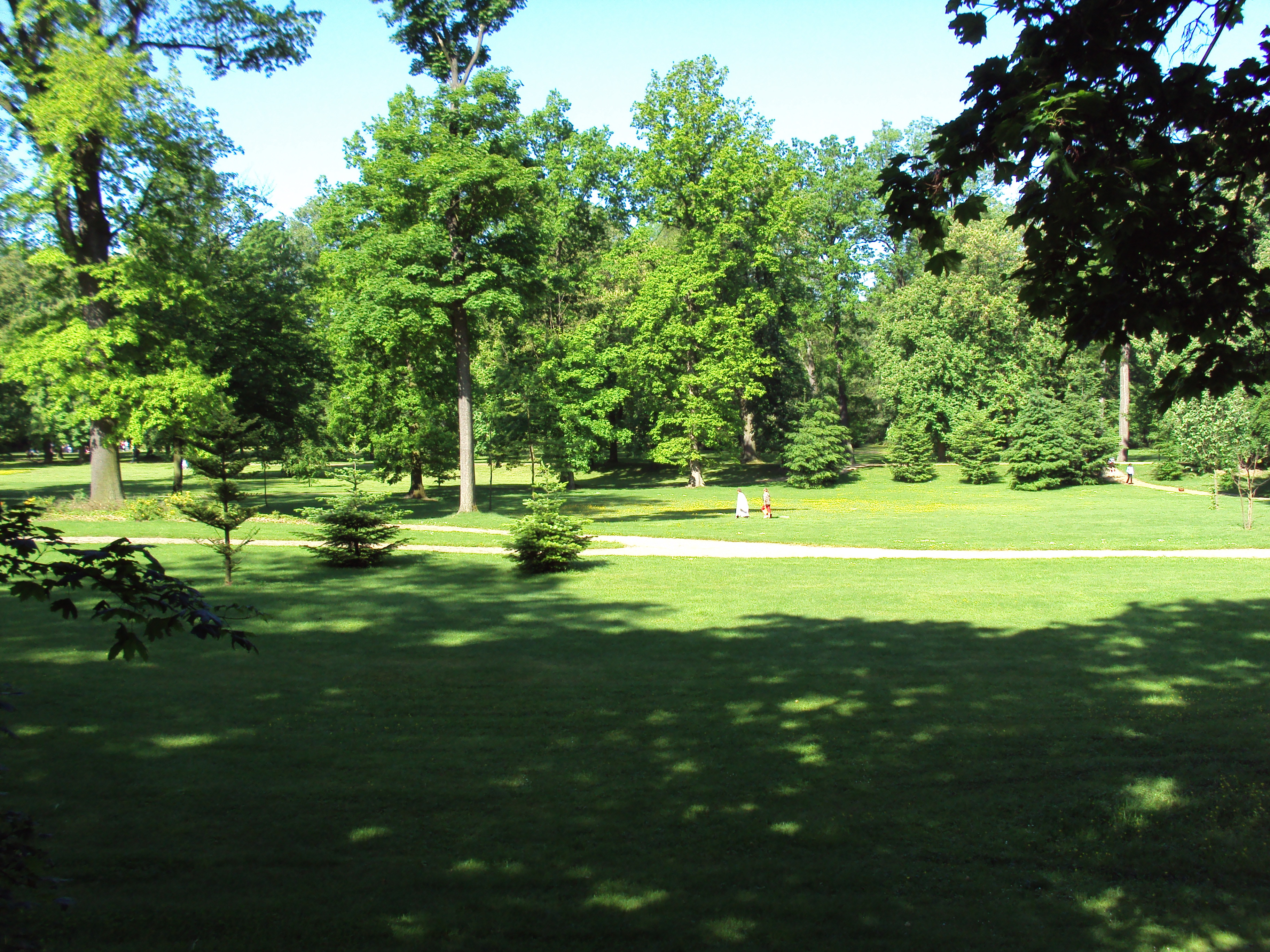
Anglický park v centrální jeho části

Zákupský zámecký park byl vytvořen v barokním italském stylu u zákupského zámku v 17. století, později byl rozšířen a dále upravován. Jeho hlavní část byla nevelká barokní zahrada s terasami a dnes již poničenými balustrádami. Pod touto zahradou – označovanou dnes jako francouzskou, byla upravena spodní, větší část, označována jako anglický park. Celý areál je obezděn a v zimě uzamčen.

## Historie
Zahrada vznikala u zámku po roce 1670, tedy za panství rodu sasko-lauenburského. Tehdy nechal Julius František, vévoda Sasko-Lauenburský zámek přestavět z renesančního slohu do barokního. Na přestavbě se podílela řada architektů včetně Julia Broglia.K další velké úpravě došlo v době, kdy na zámku vládla po 52 let Anna Marie Františka, velkovévodkyně z Toskány (část Itálie) a proto i úpravy kolem roku 1680 byly ve stylu italském. Nechala vybudovat dvě terasy propojené středovým schodištěm, zdi doplněné nikami s vodními kaskádami a řadou soch. Kvůli vodě nechala postavit v letech 1710 – 1711 vodárnu za zámkem. Po její smrti začal být park postupně ničen vojskem a vzbouřenými sedláky. Roku 1805 zámek i park získali Habsburkové a jako letní sídlo jej používal po roce 1851 excísař Ferdinand I. Dobrotivý. Pro něj architekt Jan Bělský nechal upravit nejen zámek, ale i zahradu, hlavně vysázením stromů a oddělením francouzské části od spodní anglické.
V roce 1918 celý zámecký areál převzal stát. Po roce 1970 byla zahrada zčásti rekonstruována Sadovnickým střediskem ZTŠ Děčín-Libverda, vodní systémy však obnoveny nebyly. Poté docházelo postupně k devastaci jak kamenných balustrád, přiléhajících hospodářských budov i obezdění celého areálu, v parku byla vybudována hřiště volejbalistů.

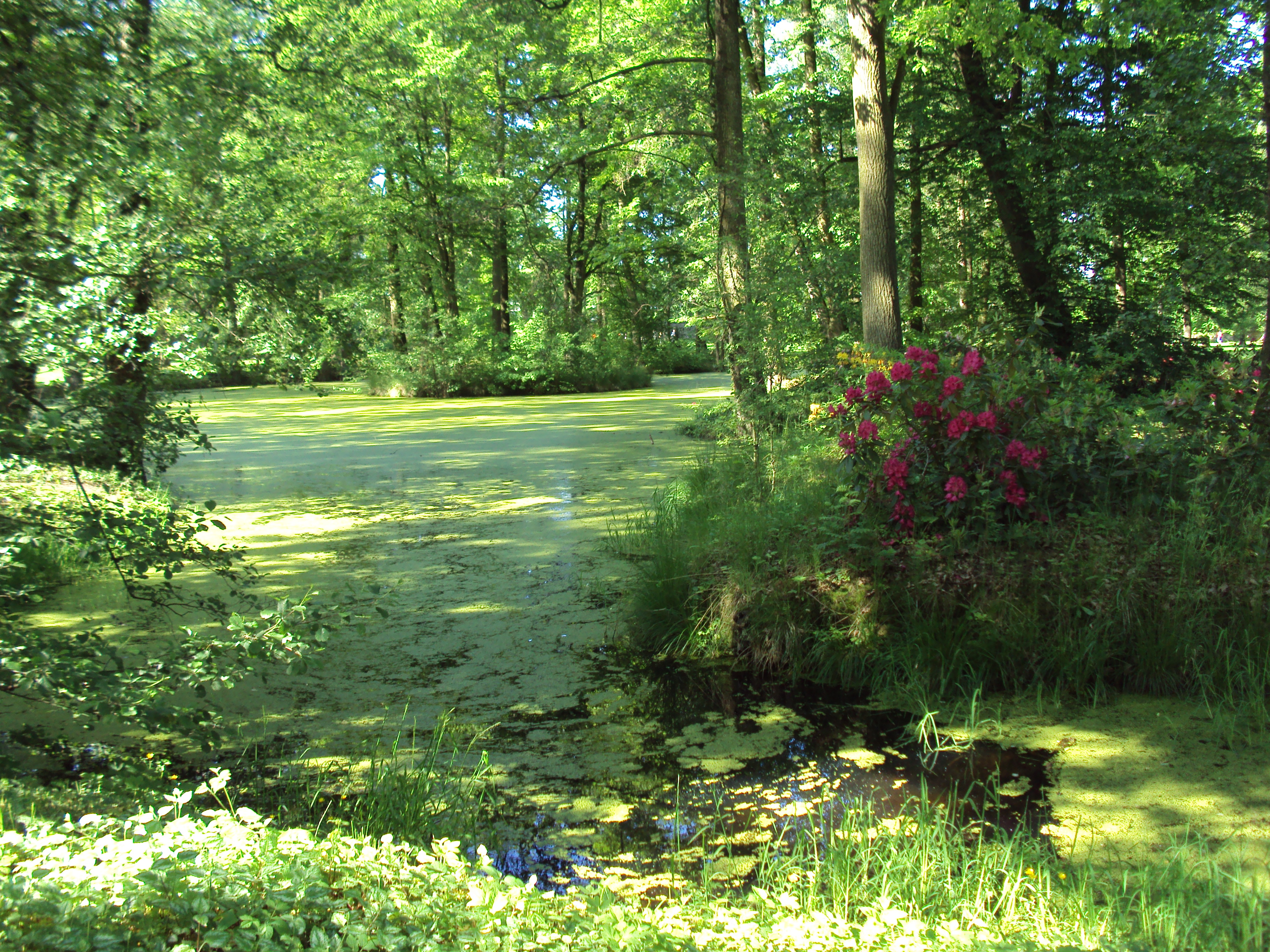
Jezírko v anglickém parku

Po roce 1970 v parku rostlo přes 900 stromů. Za cenné byl označen velký zerav, řada pyramidálních olší, některé duby a jasan ztepilý. 

## Současnost
Až po roce 1990 začaly postupné opravy parkového areálu, který je ve správě Národního památkového ústavu v Praze. V roce 2002 byly zámek i zahrady zapsány mezi Národní kulturní památky. Již daleko dříve byl zámek i zahrady chráněny jako kulturní památka České republiky.
Balustrády se schodištěm byly kvůli bezpečí návštěvníků znepřístupněny, hřiště odstraněna, stromy i jezírka ošetřeny. Areál je zpravidla přístupný veřejnosti mimo zimní měsíce uzamykatelnou brankou poblíž hlavního vchodu do zámku. V mimořádných případech (údržba, Zákupské městské slavnosti, Pohádkový les, Císařské slavnosti) jsou otevřeny i velké brány anglického parku.
K radikální nápravě chybí finanční prostředky.

## Zajímavosti
V rohu francouzské zahrady je sloup se sochou svatého Tadeáše, který stál původně u koupaliště. . Je veden od roku 1958 jako samostatná kulturní památka České republiky na původní adrese v Nábřežní ulici.